# Narodowy Związek Pracujących (Czechy)
Narodowy Związek Pracujących (czes. Národní odborová ústředna zaměstnanecká, NOÚZ) – czeska kolaboracyjna organizacja związków zawodowych w Protektoracie Czech i Moraw podczas II wojny światowej.
Organizacja powstała 30 czerwca 1939 r. poprzez połączenie wszystkich przedwojennych związków zawodowych. Na jej czele stanął Václav Stočes. Współdziałała blisko z Narodowym Zjednoczeniem. 20 lutego 1941 r. nadzór nad nią przejął inż. W. Köster z urzędu protektora. Jej celem było wychowanie czeskich robotników w duchu "nowego europejskiego porządku". Miała także przeciwdziałać wśród nich antyniemieckim nastrojom. Ponadto prowadziła działalność sportowo-kulturalną. Od 1942 r. powstawały tzw. Školy práce, które organizowały wolny czas robotnikom, przy okazji prowadząc propagandę profaszystowską i proniemiecką. W 1944 r. Związek liczył ponad 564 tys. członków. W terenie istniało 15 krajowych i 40 obwodowych sekretariatów, które podlegały sekretariatowi generalnemu.